# Tropaeolum moritzianum
Tropaeolum moritzianum là một loài thực vật có hoa trong họ Tropaeolaceae. Loài này được Klotzsch miêu tả khoa học đầu tiên năm 1838.